# Twardzioszek czosnkowy

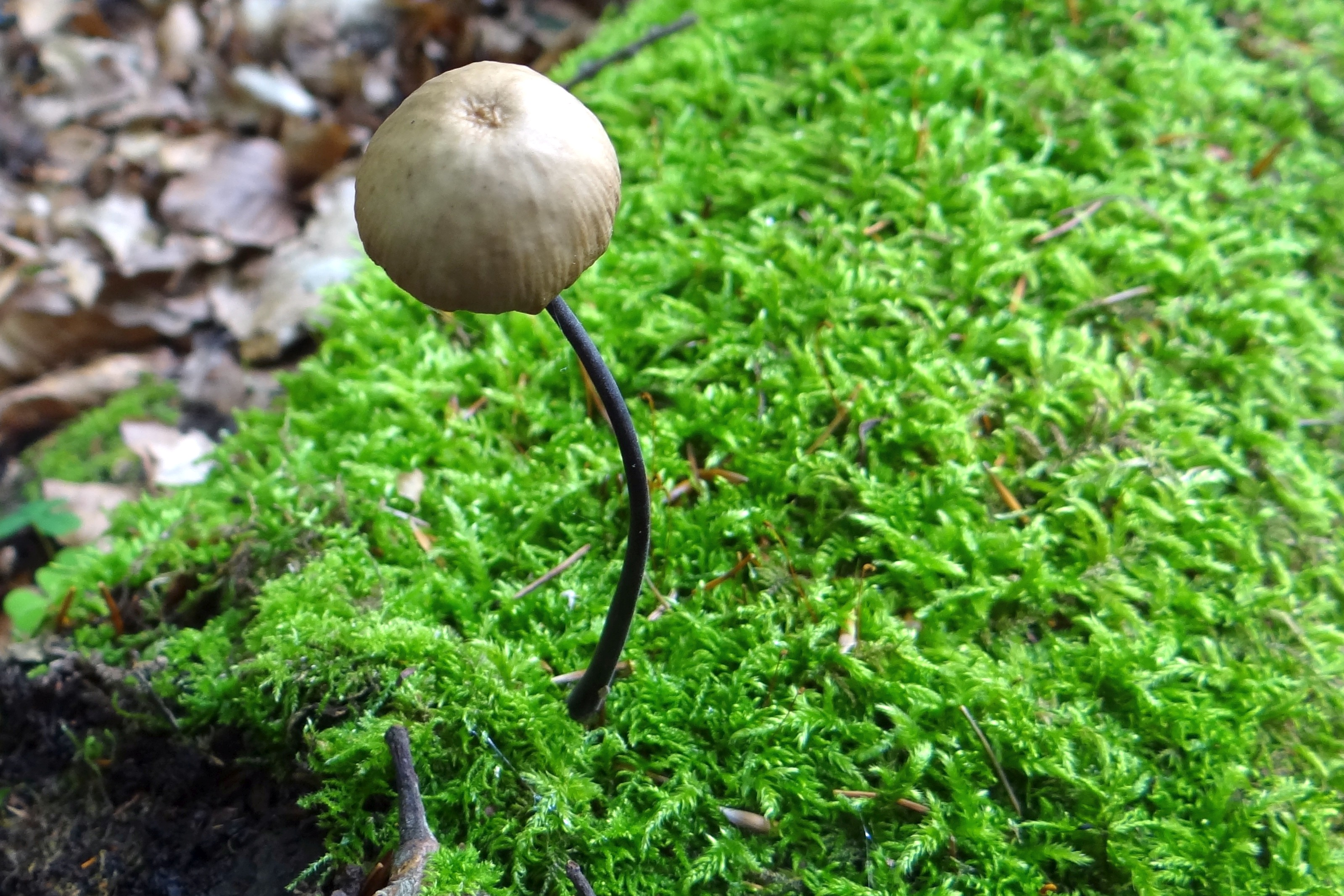

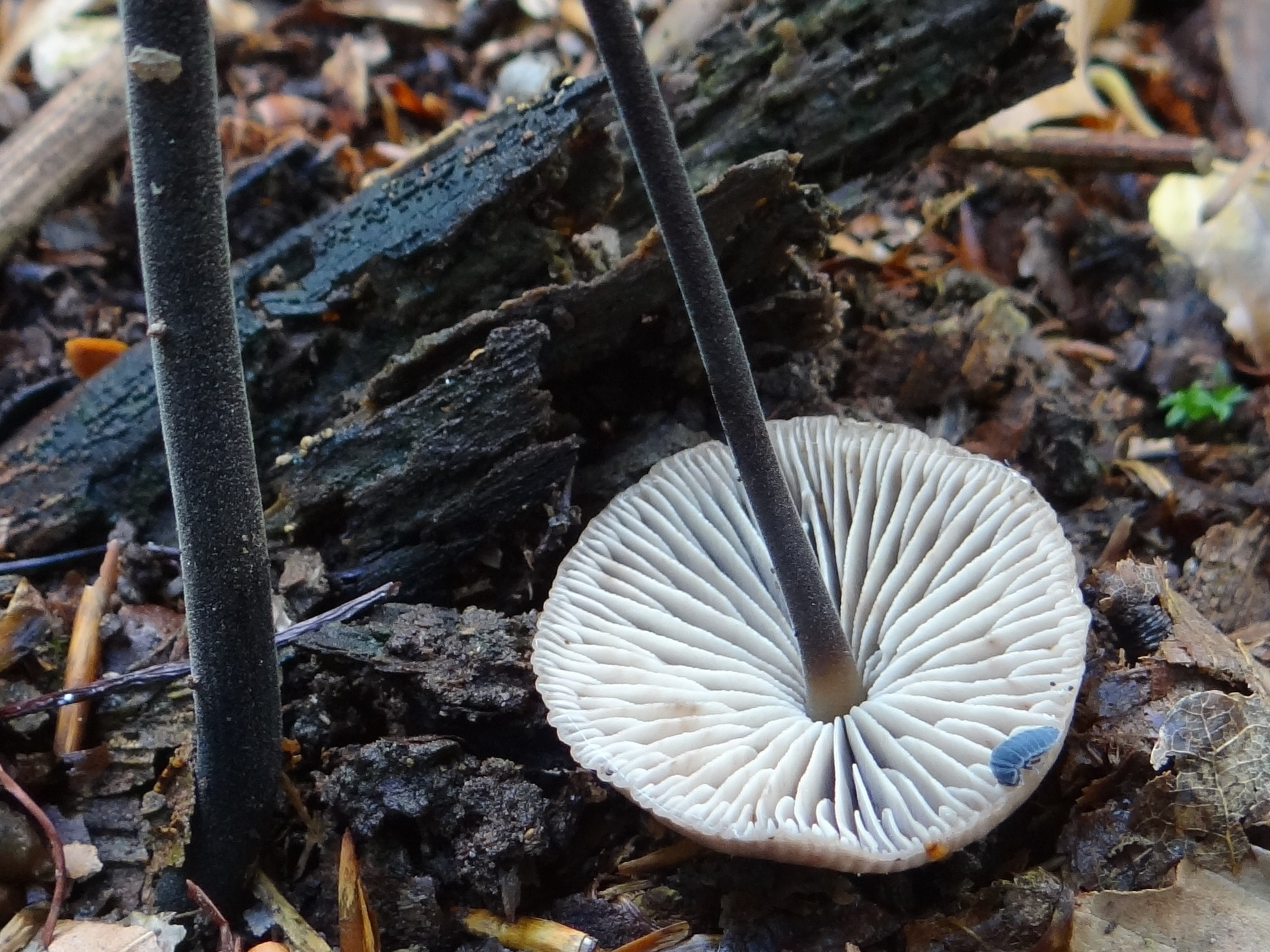

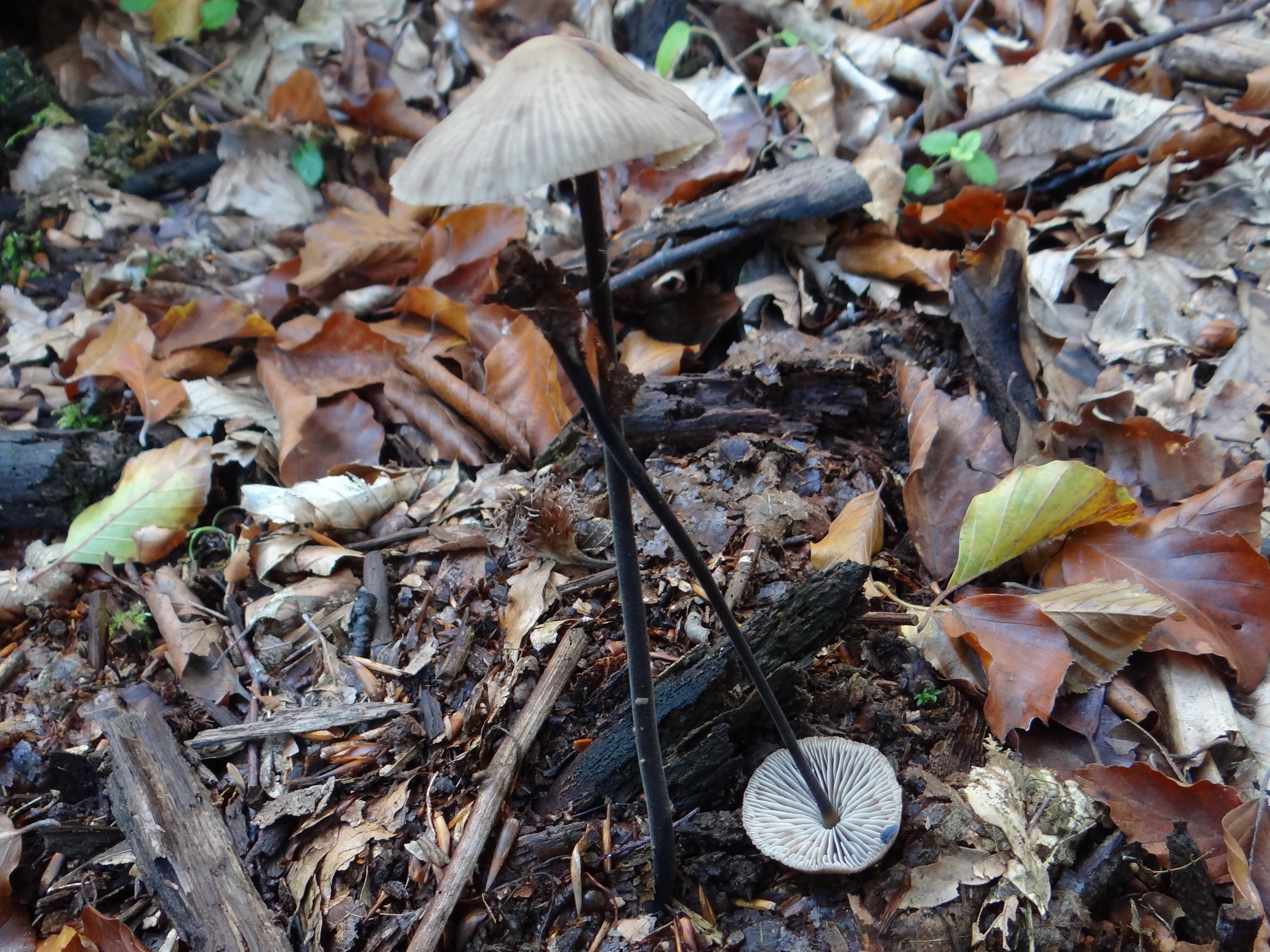

Twardzioszek czosnkowy (Mycetinis alliaceus (Jacq.) Earle ex A.W. Wilson & Desjardin) – gatunek grzybów należący do rodziny Omphalotaceae.

## Systematyka i nazewnictwo
Pozycja w klasyfikacji według Index Fungorum: Mycetinis, Omphalotaceae, Agaricales, Agaricomycetidae, Agaricomycetes, Agaricomycotina, Basidiomycota, Fungi.
Gatunek ten po raz pierwszy opisał Nicolaus Joseph von Jacquin jako Agaricus alliaceus. W 1838 r. Elias Fries przeniósł go do rodzaju Marasmius (twardzioszek). W 2005 r. na podstawie ustaleń taksonomicznych przeniesiony został do rodzaju Mycetinis. 
Synonimy naukowe:

- Agaricus alliaceus Jacq. 1773
- Marasmius alliaceus (Jacq.) Fr. 1838
- Marasmius alliaceus (Jacq.) Fr. 1838 f. alliaceus
- Marasmius alliaceus f. major Hruby 1930
- Marasmius alliaceus (Jacq.) Fr. 1838 subsp. alliaceus
- Marasmius alliaceus subsp. schaenopus Kalchbr.
- Marasmius alliaceus (Jacq.) Fr. 1838 var. alliaceus
- Marasmius alliaceus var. subtilis J.E. Lange 1921
- Mycena alliacea (Jacq.) P. Kumm. 1871

Nazwę polską podał Franciszek Błoński w 1889 r., obecnie jest ona niespójna z nazwą naukową.

## Morfologia
Kapelusz
Średnica 2–4 cm, kształt początkowo dzwonkowaty, później wypukły, w końcu rozpostarty. Barwa dość zmienna; od jasnoochrowej do ciemnobrunatnej. Powierzchnia matowa, sucha, czasami pomarszczona, brzeg gładki lub rowkowany. 
Blaszki
Brudnobiaławe lub szarawe, o regularnej tramie.
Trzon
Cienki i długi. Ma wysokość do 10 cm i grubość 1–2 mm. Powierzchnia matowa, czarnobrunatna lub czarna i biało oszroniona (filcowata). Nasada korzeniasta. Jest twardy, włóknisty, o chrząstkowatej konsystencji i tak elastyczny, że nie daje się złamać.
Miąższ
Cienki, białawy. Ma łagodny smak i silną woń czosnku.
Wysyp zarodników
Biały lub kremowy. Zarodniki o kształcie od szeroko elipsoidalnego do niemal kulistego, gładkie, o rozmiarach 7–11 × 6–8 µm.

## Występowanie i siedlisko
Występuje w Europie. W Polsce jest niezbyt częsty.
Spotykany jest w lasach liściastych i w parkach, zawsze w obecności buków. Rośnie na ziemi, na szczątkach drewna, zwłaszcza znajdującego się pod ziemią. Owocniki wytwarza od maja do listopada.

## Znaczenie
Saprotrof. Nie jest trujący, ale z powodu nieprzyjemnego zapachu uważany jest za grzyb niejadalny. Dawniej jednak dzięki czosnkowemu zapachowi był używany do przyprawiania niektórych potraw.

## Gatunki podobne
- twardzioszek czosnaczek (Mycetinis scorodonius). Również ma zapach czosnku, ale jest mniejszy i rośnie w lasach iglastych. Jego trzon nie jest czarny, lecz purpurowobrązowy[7].